# Wyjątkowo długa linia
Wyjątkowo długa linia – wydana po raz pierwszy w 2004 roku książka polskiej pisarki Hanny Krall. Książka  opowiada o losach 400-letniej kamienicy na ul. Złotej w Lublinie i jej mieszkańcach. Wśród bohaterów książki są między innymi pisarka Franciszka Arnsztajnowa, lekarz Marek Arnsztajn, poeta Józef Czechowicz oraz Leon Feldhendler.
Książka ukazała się nakładem wydawnictwa a5 (Kraków, 2004; ISBN 83-85568-62-X) oraz w formie audiobooka nakładem wydawnictwa Audioteka.pl. Książka została przetłumaczona również na język niemiecki (Eine ausnehmend lange Linie: Frankfurt am Main, Neue Kritik, 2005: ISBN 3-8015-0377-1). W 2005 roku Wyjątkowo długa linia została nominowana do Nagrody Literackiej NIKE i znalazła się w finale tej nagrody.